# 1715
Cette page concerne l'année 1715  du calendrier grégorien.
L'année 1715 est une année commune qui commence un mardi.

## Événements
- 6 février : le Portugal obtient la Colonia del Sacramento sur le rio de la Plata à l’issue de la guerre de Succession d'Espagne[1] (fin en 2019).
- 19 mars : bulle Ex Illa Die[2]. Sur avis du légat pontifical Charles-Thomas Maillard de Tournon les rites traditionnels chinois sont interdits par Clément XI, malgré une intervention de l'empereur lui-même.
- 26 avril : le massacre d'un groupe d'officiels par les Amérindiens déclenche la guerre des Yamasee en Caroline du Sud (fin en 1717)[3].

- 24 juillet : départ de la Flotte d’Argent de La Havane pour l'Espagne. Elle est détruite par un ouragan dans l’Atlantique le 31[4].
- 29 juillet : départ de Saint-Pétersbourg de l'ambassade russe d'Artemi Volynski (en)[5] en Perse (1715-1721), qui convainc le tsar de la désorganisation totale du pays. Elle n'arrive à Ispahan qu'en mars 1717.
- 13 août : signature à Versailles d'un traité de commerce et d'amitié entre la France et la Perse[6].
- 1er septembre : mort de Louis XIV.
- 20 septembre : les Français prennent possession de Maurice, qu'ils rebaptisent Isle de France[7].

- 15 décembre : Philippe V d'Espagne signe un traité par lequel il accorde aux commerçants britanniques en Amérique des privilèges égaux à ceux de ses sujets[8].
- 22 décembre : arrivée du frère jésuite italien Giuseppe Castiglione à Pékin[9] qui devient l’un des peintres favoris de l’empereur Qing.

- La Compagnie française des Indes orientales introduit le café à l’île Bourbon (Réunion)[10].
- Le khan des Oïrat Tchewang Rabden exige que l’empire mandchou lui rende les territoires oïrates situés à l’ouest de l’Altaï, occupés par la Chine depuis la défaite de Galdan en 1696. Sa demande est refusée, ce qui provoque une nouvelle guerre[11]. En 1715, les Oïrat anéantissent l’armée mandchoue qui se dirige vers le Turkestan oriental et occupent la ville de Hami[12].

### Europe
- 22 janvier et 9 mars : élections générales au Royaume-Uni[13]. Les Whigs gagnent une majorité écrasante à la Chambre des communes. Il s'ouvre une période de près de cinquante ans au cours de laquelle les conservateurs (Tories) ont été presque totalement exclus du gouvernement. La chambre des pairs comprend alors 160 membres (36 évêques), la chambre des communes 588 membres (86 % d’Anglais).

- 6 février : dernier traité d'Utrecht entre Espagne et Portugal[1].
- 7 février, Espagne : renvoi du ministre français Jean Orry, rendu impopulaire par sa réforme de l’administration[14]. Le cardinal Giulio Alberoni, né à Parme (1664-1752), devient ministre de Philippe V d'Espagne (fin en 1719).
- 20 février : bulle du pape Clément XI supprimant le tribunal ecclésiastique de Sicile institué en 1098, dit Monarchie de Sicile[15].

- 3 avril : traité d’alliance franco-suédoise à Versailles[16].

- 4 avril : (24 mars du calendrier julien[17]) : le futur Frédéric Ier de Suède, fils du landgrave de Hesse-Cassel, épouse la princesse Ulrique Éléonore, sœur du roi Charles XII de Suède[18].
- 22 avril, Grande guerre du Nord : les Suédois reprennent l’ile d’Usedom à la Prusse[16].

- 17 mai et 26 juin : le Danemark s’allie avec le Hanovre[16].
- 10 juin : clôture de la diète de Presbourg, ouverte le 19 octobre 1714[19]. L’empereur accorde à la diète hongroise des privilèges militaires[20].
- 15 juin : les troupes prussiennes rejoignent les Danois devant Stralsund assiégée[16].
- 16 juin : le chevalier d'Asfeld, à la tête de l'armée espagnole, débarque à Majorque. La capitale Palma capitule le 2 juillet[21].

- 19 juillet : reprise de Nauplie par les Turcs, sur Venise[22].

- 8 août (28 juillet du calendrier julien) : victoire navale danoise sur la Suède entre Rügen et Usedom[23]. Début d'une série de défaites de Charles XII de Suède dans la Grande guerre du Nord. Pour remédier à ses difficultés financières, il émet une monnaie vile qui altère encore son crédit.
- 10 août : les Danois et les Prussiens prennent Wolgast et Usedom aux Suédois[16].
- 21 août : Danois et Prussiens prennent Peenemünde[16].

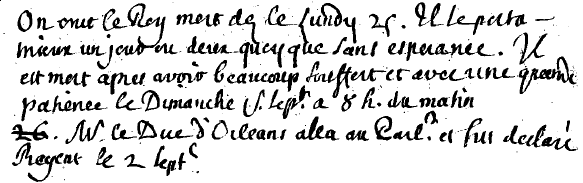
: mort de Louis XIV.

- 1er septembre : mort de Louis XIV . Louis XV devient roi de France. Début de la Régence de Philippe d'Orléans (fin en 1723)[24].

- 6 septembre : début du soulèvement des Jacobites en Écosse, partisans de Jacques Édouard Stuart, fils de Jacques II d'Angleterre et prétendant aux trônes d'Angleterre et d'Écosse[25].

- 10 septembre : Bolingbroke, exilé en France, est convaincu de haute trahison par le Parlement britannique[26].
- 18 septembre : à la mort de Louis XIV, le ministre espagnol Giulio Alberoni propose à la Grande-Bretagne un pacte d’amitié[27].

- 4 octobre : capitulation de Souda, suivie le 14 par celle de l'île forteresse de Spinalonga (Kalydon), en Crète, assiégée par les turcs depuis juin, sur Venise[21].
- 19 octobre : tranchée ouverte à Stralsund. Charles XII, poussé dans ses retranchements, se retire dans la ville le 4 novembre[16].

- 15 novembre :

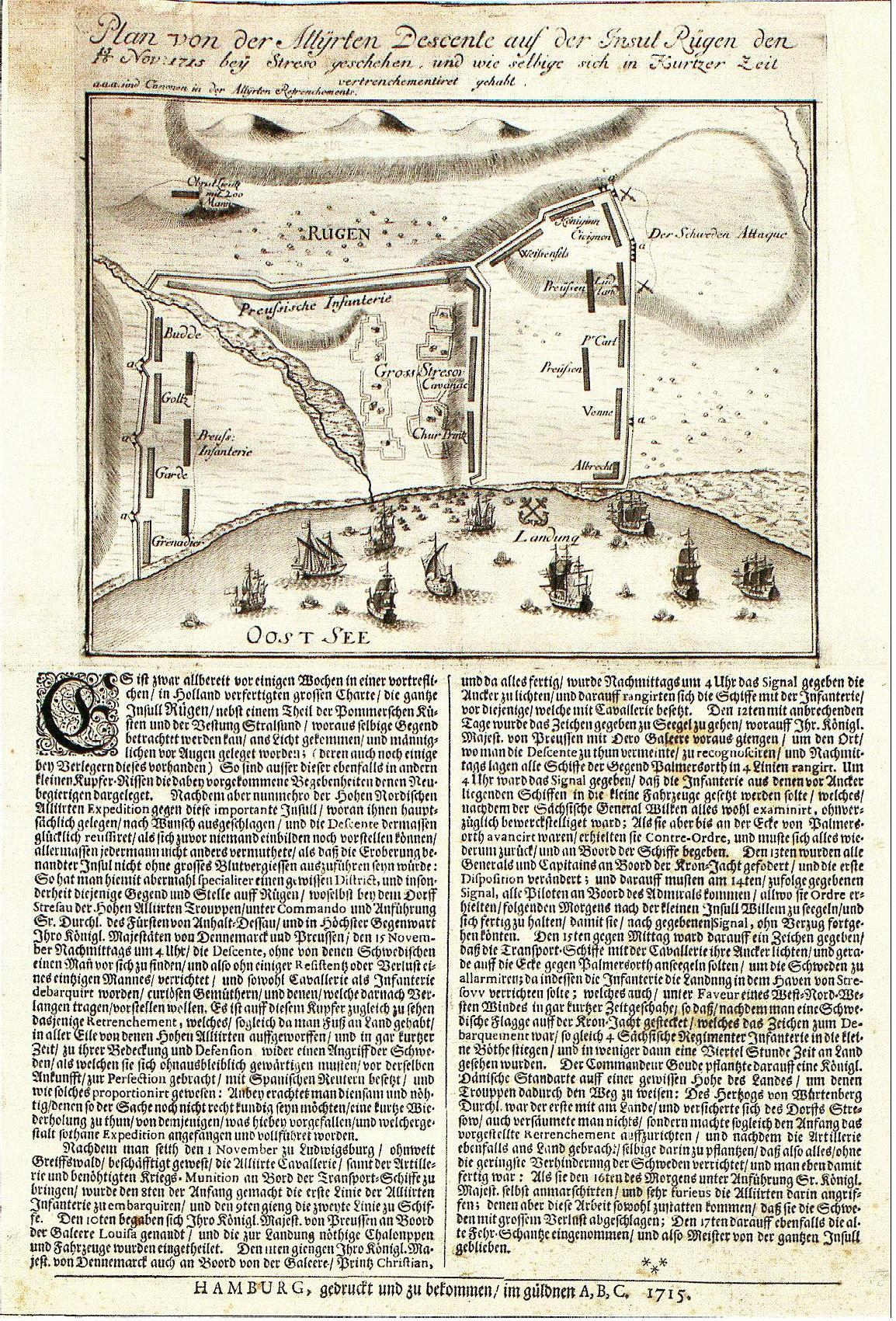
15 novembre : échec de la descente de Charles XII à Rügen.

  - troisième traité de la Barrière à Anvers entre l’empereur et les Provinces-Unies[28].
  - Charles XII ne parvient pas à défendre Rügen qui est conquise par les Prussiens ; Ruden se rend ensuite[16].
- 24 novembre (13 novembre du calendrier julien) : les Jacobites du comte de Mar sont tenus en échec par les forces gouvernementales du duc d'Argyll à la bataille de Sheriffmuir, près de Dunblane (Dumblain) en Écosse[29].
- 25 novembre (14 novembre du calendrier julien) : reddition des Jacobites à Preston, en Angleterre[29].
- 26 novembre, Pologne : une rébellion de la noblesse contre le roi, la « Confédération de Tarnogród (pl) »[30] entraîne la médiation du tsar qui envoie le général G. Dolgoruki et dix-sept mille hommes.
- 28 novembre : décret de nueva planta concernant le royaume de Majorque[31].

- 9 décembre : un décret du roi Philippe V met en place un cadastre en Catalogne à l'initiative de José Patiño[32].

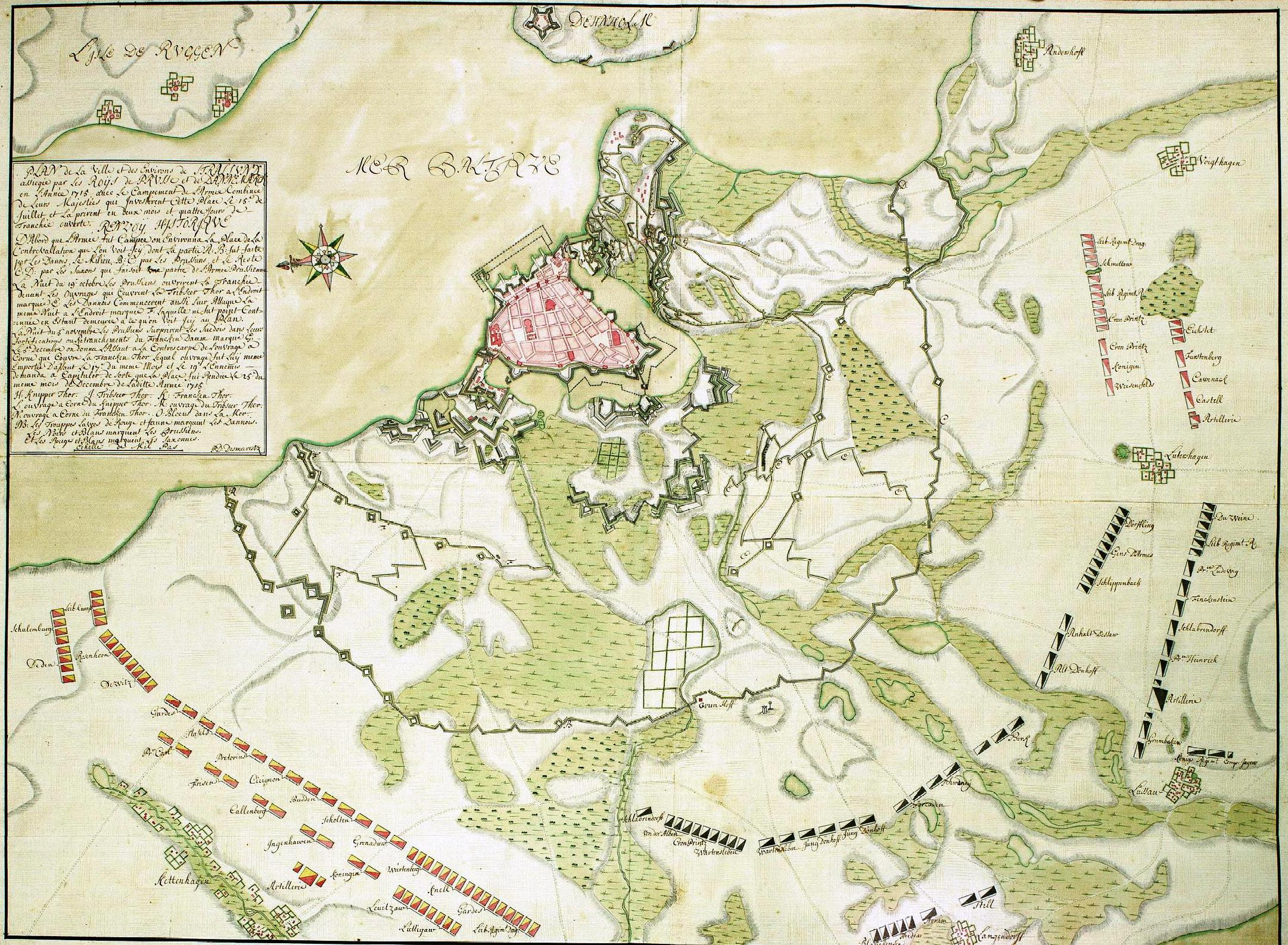
23 décembre : capitulation de Stralsund.

- 21 décembre : Charles XII abandonne Stralsund assiégée et se réfugie en Suède ; le général suédois Gustav Dücker capitule le 23[16].
- 25 décembre : Nicolas Mavrocordato devient hospodar de Valachie[33].

## Naissances en 1715
- 12 janvier : Jacques Duphly, compositeur, organiste et claveciniste français († 15 juillet 1789).
- 15 mars : Joseph-Romain Joly, religieux capucin et écrivain français († 22 octobre 1805).
- 3 avril : William Watson, physicien et botaniste britannique († 10 mai 1787).
- 11 avril : Jean-Baptiste Vallière, compositeur français († 17 novembre 1790).
- 19 avril : James Nares, organiste, claveciniste et compositeur anglais († 10 février 1783).
- 20 avril : Marie-Thérèse de La Ferté-Imbault, salonnière française († 15 mai 1791).
- 23 juillet : Nicolas-Jean-Baptiste Raguenet, peintre français († 17 avril 1793).
- 30 septembre : Étienne Bonnot de Condillac, philosophe, académicien français (fauteuil 31) († 3 août 1780).
- 21 décembre : Tommaso Gherardini, peintre rococo italien († 1797).
- Date précise inconnue :
- Apollonio Domenichini, peintre italien de vedute († vers 1770).
- Vers 1715 :
- William Johnson, fonctionnaire anglo-irlandais de l'Empire britannique († 11 juillet 1774).

## Décès en 1715
- 5 janvier : Onorio Marinari, peintre italien de natures mortes (° 1627).
- 7 janvier : Fénelon (François de Pons de Salignac de La Mothe-Fénelon), homme d'église et écrivain français, archevêque de Cambrai. (° 6 août 1651).
- 12 février : Jean-Baptiste Belin, peintre français (° 9 novembre 1653).
- 17 février : Antoine Galland (° 4 avril 1646), archéologue et traducteur français.

- 16 avril : Alexandre-Jean Oppenord, ébéniste français[34] (° 1639).

- 18 juin : Nicolas Lémery, chimiste et médecin français (° 17 novembre 1645).

- 1er septembre :
  - Louis XIV, (° 5 septembre 1638).

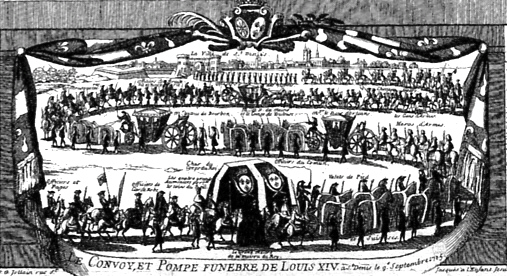
Funérailles de Louis XIV

  - François Girardon, sculpteur français (° 10 mars 1628).
- 24 septembre : Dom Pérignon, bénédictin, bienfaiteur du vin de Champagne (° 16 janvier 1639).

- 13 octobre : Nicolas Malebranche, philosophe et prêtre oratorien français (° 5 août 1638).
- 15 octobre : Humphry Ditton, mathématicien anglais (° 29 mai 1675)

- 16 novembre : Jacques d'Agar, peintre portraitiste français (° 9 mars 1640).

- 9 décembre : Benedetto Gennari le Jeune, peintre italien de l'école de Bologne (° 19 octobre 1633).
- 10 décembre : Michelangelo Ricciolini, peintre italien du baroque tardif (° 29 septembre 1654).
- 28 décembre :  Joanna Koerten, artiste néerlandaise, utilisant pour ses créations la peinture, le dessin, la broderie, la gravure sur verre, et la modélisation en cire (° 17 novembre 1650)

- Date précise inconnue :
  - Filippo Abbiati, peintre italien (° 1640).
  - Bhûsana Tripâthi, poète hindou (1613-1715), réfugié à la cour du roi marathe Shivaji.